# Zollverwaltungszielekatalog
Ab dem Jahre 2003 führte das Bundesfinanzministerium einen Zollverwaltungszielekatalog ein, mit dem es insbesondere den Hauptzollämtern  inklusive Zollämtern Ziele vorgab, um diese zu einer gleichmäßigen Aufgabenerfüllung anzuhalten. Er wird jährlich auf den neuesten Stand gebracht. Verantwortlich für die Umsetzung waren zunächst die Oberfinanzdirektionen, die ab 1. Januar 2008 durch die Bundesfinanzdirektionen ersetzt wurden, das Zollkriminalamt und die Bundesmonopolverwaltung für Branntwein. Der Zollverwaltungszielekatalog für 2011 bestimmt vier strategische Ziele, die durch operative Ziele ergänzt werden. Die vier strategischen Ziele sind:

## Die Sicherung der Staatseinnahmen
Strategisches Ziel Nr. 1 des Zollverwaltungszielekataloges ist eine optimale Abgabenerhebung. Verwunderlich ist an dieser Zielsetzung, dass er nur eine optimale Abgabenerhebung anstrebt, nicht aber die richtige, was ja eigentlich der Fall sein müsste. Dennoch belegt diese Zielsetzung, dass die Abgabenerhebung eine der Kernaufgaben der Bundeszollverwaltung ist. Schließlich trug sie z. B. 2010 mit ca. 108 Milliarden € Einnahmen aus Verbrauchsteuern und Einfuhrumsatzsteuer  zur Finanzierung des Bundeshaushaltes von etwas über 300 Milliarden € bei. Wieso die zügige und bestimmungsgemäße Gewährung von Subventionen im Agrar-, Verbrauchsteuer- und Monopolbereich hier erwähnt wurde, ist nicht ganz erklärlich. Denn Subventionen führen ja nicht zu höheren Staatseinnahmen, im Gegenteil sie schmälern diese. Hier müsste eigentlich die Bekämpfung des Subventionsbetruges genannt werden.
Es ist offensichtlich, dass auch eine "nur" optimale Abgabenerhebung nur mit optimalen personellen und sächlichen Ressourcen zu erreichen ist. Obwohl der Personalanteil zur Erhebung von 108 Milliarden € unter 2 % liegen dürfte, wird das Personal aufgrund der politischen Vorgaben weiter reduziert. Insbesondere bei den Zollämtern mangelt es inzwischen an Beamten des gehobenen Dienstes (Besoldungsgruppe A 9 - 13). Die Zollämter sind aber nach wie vor das Rückgrat für die Abgabenerhebung.
Auch das inzwischen in der Zollverwaltung eingeführte elektronische Abfertigungsverfahren ATLAS führt nicht unbedingt zu einer optimalen Abgabenerhebung. Da ATLAS papierlos arbeitet, ist ein Abgleich der elektronischen Anmeldung mit Rechnung oder Lieferschein usw. nicht mehr möglich. Unstimmigkeiten können dann zu diesem Zeitpunkt nicht mehr entdeckt werden. Unterlagen können zwar angefordert werden, in der Praxis dürfte dies aber ein frommer Wunsch bleiben.

## Die Sicherheit für Staat und Bürger
Strategisches Ziel Nr. 2 ist die effiziente und effektive Bekämpfung von Straftaten (Einfuhrschmuggel und Subventionsbetrug), von Zuwiderhandlungen und des Terrorismus.

## Die Sicherung der Sozialsysteme
Strategisches Ziel Nr. 3 ist die Sicherung der Sozialsysteme durch effiziente und effektive Bekämpfung der Schwarzarbeit und der illegalen Beschäftigung  sowie die Eintreibung rückständiger Forderungen für die Sozialversicherungsträger.

## Die Rechts- und Fachaufsicht
Die Bundesfinanzdirektionen und das Zollkriminalamt haben die Rechts- und Fachaufsicht abgestimmt, permanent und Orientierung gebend durchzuführen.

## Die Qualifizierung der Beschäftigten
Dazu hat das Bildungs- und Wissenschaftszentrum der Bundesfinanzverwaltung eine qualitativ anspruchsvolle, praxisbezogene und bedarfsgerechte Fortbildung und eine qualitativ anspruchsvolle und praxisorientierte Ausbildung zu gewährleisten.

## Operative Ziele
Die operativen Ziele dienen dazu, die strategischen Ziele zu erreichen.